# Castle Wolfenstein
«Castle Wolfenstein» (англ. «Замок Вольфенштейн») — культова гра, перша у світі комп'ютерна гра в жанрі стелс-екшен, яка була розроблена фірмою Muse Software. «Castle Wolfenstein» вийшов у 1981 році для платформи Apple II. Після успіху гри, фірма вирішила зробити продовження «Замку Вольфенштейн», яке вийшло 1984 року і мало назву «Beyond Castle Wolfenstein».
Гра представлена у вигляді збоку та розроблена у 2D-графіці.

## Сюжет
Сюжет гри доволі простий. Події відбуваються під час Другої світової війни. Ви граєте за шпигуна, завдання якого втекти з фортеці Вольфенштейн, а також викрасти секретні документи фашистів. На початку гри ви отримуєте пістолет, в якому десять патронів. Під час проходження гри вам будуть траплятися всілякі ящики, в яких можна знайти бронежилет, їжу, нацистську уніформу, ключі від дверей та, звісно ж, зброю.

Шпигун застрелив кількох охоронців

У «Castle Wolfenstein» існує два типи ворогів: звичайні рядові солдати, яких можна розпізнати по зображеній на них свастиці, та елітні війська СС, які мають бронежилет та емблему SS. Застрелити СС-івців неможливо, гравець їх може лише підірвати гранатою. Також вони, на відміну від звичайних солдатів, можуть переслідувати героя на різних екранах. Якщо гравець зміг дістати бронежилет, його стає неможливо вбити, проте німці можуть його захопити.
Щоб героя не помітили часто доводиться дуже швидко пробігати за спинами охоронців. Якщо гравець знаходить нацистську уніформу, німці перестають звертати на нього увагу.
Коли герой знаходить всі секретні документи гітлерівців — гра закінчується.

## Деякі цікаві факти
Як відомо, коли компанія id Software розробляла одну з найвідоміших та революційних ігор «Wolfenstein 3D», перед ними постало питання про назву шутера. Врешті було вирішено викупити назву гри «Castle Wolfenstein». Також розробники гри хотіли зробити «Wolfenstein 3D» як стелс-екшен, проте згодом відмовилися від цієї ідеї, вирішивши, що це буде досить нудним проходженням для середньостатистичного гравця, хоча елементи «стелсу» у новій грі вони залишили.